# Peillac
Peillac (bret. Paolieg) – miejscowość i gmina we Francji, w regionie Bretania, w departamencie Morbihan.
Według danych na rok 1990 gminę zamieszkiwały 1694 osoby, a gęstość zaludnienia wynosiła 69 osób/km² (wśród 1269 gmin Bretanii Peillac plasuje się na 373. miejscu pod względem liczby ludności, natomiast pod względem powierzchni na miejscu 390.).